# 熊本観光文化検定
熊本観光文化検定とは、熊本県の歴史・文化・観光に関する知識を問うご当地検定で、熊本商工会議所が主催する。しかし2023年2月の試験で終了

## 受験資格
制限なし

## ランク
1級・2級・3級

## 歴代試験
- 第1回 2007年2月18日（3級のみ実施）

## テキスト
テキストは、株式会社マインドから販売されている。